# Ramón Sánchez Ocaña
Ramón Sánchez Ocaña (Oviedo, 17 de maig de 1942) és un presentador de TV espanyol.

## Biografia
Després de llicenciar-se en Periodisme i cursar estudis de Filosofia i Lletres, va començar a treballar al diari La Voz de Asturias i posteriorment a La Nueva España i Informaciones.
En 1971 ingressa en Televisió espanyola. En una primera etapa s'integra en els serveis informatius i presenta el programa 24 horas (1971-1972). Entre 1972 i 1975 continua en informatius, presentant el Telediario.
No obstant això, la seva trajectòria gira aviat cap als espais de divulgació científica i mèdica, primer Horizontes (1977-1979) i des de 1979 el famós Más vale prevenir, ue es manté vuit anys en antena amb una enorme acceptació del públic, i que converteix a Ramón Sánchez Ocaña en un personatge molt popular a Espanya.
Després de presentar en la cadena pública altres dos programes divulgatius, Diccionario de la Salud (1988) i Hijos del frío (1991), és fitxat per Telecinco, per a col·laborar primer en l'espai Las mañanas de Tele 5 (1993), amb Laura Valenzuela i José María Íñigo, i després a Informativos Telecinco, fins 1994.
Des de novembre de 2006 i 2009 va col·laborar en el programa de Telecinco El buscador de historias, labor que va compaginar amb aparicions setmanals en Canal Sur, en el seu espai de salut dins de Mira la vida, presentat per Rafael Cremades.
A més de col·laborar en revistes com Diez Minutos o Mi Pediatra, ha escrit diversos llibres divulgatius sobre temes de salut, com El libro de la cirugía estética, Los hijos del frío, Diario de una dieta, Ante el SIDA, La nutrición a su alcance i Guía de la alimentación.
Entre setembre de 2008 i 2010 col·labora en el programa Queremos hablar, de Punto Radio, presentat per Ana García Lozano. Amb la mateixa periodista va col·laborar en 2013 en l'espai de televisió Tenemos que hablar, també presentat per Ana García Lozano. En 2019, va entrar en el consell editorial del diari digital 65ymas.com, on també hi col·labora.